# Hrvatski rukometni kup za muškarce 2016./17.
Hrvatski rukometni kup za muškarce za sezonu 2016./17. je petnaesti put zaredom osvojio klub Prvo plinarsko društvo (PPD) iz Zagreba.

## Rezultati

### Osmina završnice
Igrano od 4. do 22. veljače 2017.
| klub1                 | rez.                  | klub2                  |
| --------------------- | --------------------- | ---------------------- |
| Mladi Rudar Labin     | 28:27 (24:24, 4:3 7m) | Kozala Rijeka          |
| Nexe Našice           | 39:29                 | Spačva Vinkovci        |
| Vidovec               | 32:29                 | Zamet Rijeka           |
| Varaždin              | 35:26                 | Gorica (Velika Gorica) |
| Brod (Slavonski Brod) | 22:29                 | Umag                   |
| Solin                 | 24:36                 | Dubrava Zagreb         |
| KTC Križevci          | 33:28                 | Split                  |
| Sesvete               | 25:34                 | PPD Zagreb             |

### Četvrtzavršnica
Igrano 15. i 21. veljče 2017.
| klub1             | rez.  | klub2          |
| ----------------- | ----- | -------------- |
| Mladi Rudar Labin | 28:32 | Nexe Našice    |
| Vidovec           | 27:30 | Varaždin       |
| Umag              | 27:28 | Dubrava Zagreb |
| KTC Križevci      | 28:38 | PPD Zagreb     |

### Završni turnir
Igrano od 12. do 14. svibnja 2017. u Umagu u dvorani Stella Maris.
| klub1          | rez.                  | klub2          |
| poluzavršnica  | poluzavršnica         | poluzavršnica  |
| -------------- | --------------------- | -------------- |
| Nexe Našice    | 30:25                 | Varaždin       |
| Dubrava Zagreb | 27:34                 | PPD Zagreb     |
|                |                       |                |
| za 3. mjesto   |                       |                |
| Varaždin       | 24:29                 | Dubrava Zagreb |
|                |                       |                |
| za pobjednika  |                       |                |
| Nexe Našice    | 27:28 (24:24, 3:4 7m) | PPD Zagreb     |

## Poveznice
- Premijer liga 2016./17.
- 1. HRL 2016./17.
- 2. HRL 2016./17.
- 3. HRL 2016./17.